# Daniel Boone (Fernsehserie)
Daniel Boone ist eine US-amerikanische Westernserie, die zwischen 1964 und 1970 produziert wurde und lose auf der historischen Figur des Daniel Boone basiert.

## Handlung
Erzählt wird die Geschichte des Trappers  und Wildwest-Pioniers Daniel Boone, der um 1770 herum Kentucky erschloss. Im Mittelpunkt der Serie steht sowohl der Kampf der Siedler gegen Indianer und Banditen als auch seine Beziehung zu Freunden und Familie. Mit seiner Frau Rebecca hat er zwei Kinder: Israel und Jemima. Zu seinen Freunden zählt der Cherokee-Indianer Mingo, Josh Clements und in späteren Staffeln auch Cincinnatus sowie der entflohene Sklave Gabe Cooper.

## Hintergrund
Der historisch belegte Daniel Boone hatte nicht zwei, sondern zehn Kinder. Das Fernsehen der DDR zeigte 1971 34 Folgen der Serie, erst Oktober 1989 zeigte Sat.1 in der Bundesrepublik Deutschland 108 Folgen in neuer Synchronisation. Auf Premiere wurden im Jahr 2000 zudem weitere 26 der insgesamt 165 produzierten Folgen ausgestrahlt.
In den 34 in der DDR ausgestrahlten Folgen hatten Gerhard Paul Daniel Boone, Karin Reif Becky Boone sowie Werner Kamenik Cincinnatus gesprochen. In den Sat.1-Folgen wurde Daniel Boone schließlich von Eberhard Mellies, Becky Boone von Hanna Bechstedt (ehem. Hanna Mönig) und Cincinnatus von Hasso Zorn gesprochen.
Hauptdarsteller Fess Parker hatte in den 1950er Jahren mit Davy Crockett bereits einen weiteren Wildwest-Pionier in der Disney-Fernsehserie Davy Crockett gespielt.

## DVD-Veröffentlichung
Die ersten beiden Staffeln wurden in den Vereinigten Staaten am 26. September 2006, am 186. Todestag Boones veröffentlicht. Bis 2008 erschienen alle sechs Staffeln auf DVD. Eine deutschsprachige Veröffentlichung steht bislang noch aus, in Großbritannien erschienen die ersten drei Staffeln 2007 in Regionalcode 2.